# 常林寺 (東京都港区)
常林寺（じょうりんじ）は、東京都港区にある曹洞宗の寺院。新庄藩主戸沢家と結城藩主水野家の江戸に於ける菩提寺であった。

## 歴史
1599年（慶長4年）、水野忠重の開基である。元々は、現在の東京都中央区八丁堀に位置していたが、1635年（寛永12年）に現在地に移転した。江戸時代は寺運興隆していたが、幕末・明治初期に一時衰微している
境内には、新庄藩士で和算家の安島直円や、旗本で儒者の伊庭春貞の墓がある。

## 文化財
- 安島直円墓（東京都指定旧跡 昭和30年3月28日指定）[3]

## 交通アクセス
- 白金高輪駅より徒歩6分。